# 利光松男
利光 松男（としみつ まつお、1923年11月23日 - 2004年11月8日）は、日本の実業家。東京都出身。日本航空株式会社元名誉顧問・相談役・代表取締役社長。一般社団法人日本航空協会元会長。公益財団法人日本棋院元理事長。勲二等旭日重光章受章。日本国際ツーリズム殿堂入り。

## 経歴
- 1947年 - 上智大学経済学部経済学科卒業。
- 1951年8月1日に日本航空の第一期生として入社。特殊法人時代から一貫して民営化を唱え、「浮き沈みの激しい会社生活」を送る。
- 1977年 - 日本航空取締役。
- 1981年 - 日本航空常務取締役。
  - 2月 - 教皇ヨハネ・パウロ2世来日。カトリック信徒である利光がJAL団長を務める
- 1983年 - 旅行開発（現ジャルパック）社長。
- 1985年6月 - 日航商事（現JALUX）社長。
- 1987年 - 日本航空代表取締役副社長（民営化実現）。
- 1990年 - 日本航空代表取締役社長。
- 1995年 - 日本航空取締役相談役。
- 1998年 - 日本航空の子会社役員。
- 1999年 - 日本航空協会会長就任（2004年11月まで）。
- 2000年 - 日本棋院理事長。
- 2004年4月 - 日本棋院理事長を体調不良のため退任。
- 2004年11月8日 - 80歳で死去。葬儀は誕生日1日後に兼子勲・日本航空会長の弔辞とともに行われた。その後の警察の調べでは自殺と推定されている。墓所は多磨霊園[1]。

## 青年時代
遠藤周作との深く長い親交で知られる。貧乏時代の遠藤が住む家を無くしていた際、利光が遠藤の生活を世話した。

## 晩年・死去
1999年、自宅に銃弾が打ち込まれる。以降、総会屋・暴力団などの反社会的勢力とJALの決別の推進への報復を警戒し、2004年10月まで利光家は24時間体制で警察の警備を受けた。
2004年、警察の警備が解除されて約1か月後、利光は首をつった状態で発見された。

## 家族
- 利光鶴松（養父、小田急電鉄創業者）

## 趣味・特技
- ゴルフ、歴史、小説、囲碁

## 映画製作
- 『紅の豚』製作総指揮

## 受賞歴
- 勲二等旭日重光章（2001年）[2]
- 第2回日本国際ツーリズム殿堂入り（2008年）[3]